# René van der Velde
René van der Velde (Opsterland, 31 oktober 1959 – Leiden, 27 februari 2015) was een Nederlands kinderboekenschrijver.

## Biografie
René van der Velde werd in 1959 geboren in Opsterland en groeide op in Terwispel, een klein dorp in Friesland. In 1968 verhuisde hij met zijn familie naar een boerderij in Willemsoord. Tussen 1978 en 1982 volgde hij de PABO, waarna hij ging werken op een school in Ede.
In 1985 verhuisde hij naar Leiden, waar hij eerst leraar en later directeur werd op de Haanstrabasisschool. In 1995 werd hij leraar van een onderbouwgroep aan de Jenaplanschool De Kring in Oegstgeest, waar hij later tevens locatiecoördinator werd.
In 2009 publiceerde hij zijn eerste boek De klas van Daan bij Uitgeverij Ploegsma, dat zich richtte op kinderen van 6 tot 9. Hierna volgde een tweede deel De klas van Daan gaat voor goud. In 2012 en 2013 gaf hij twee boeken uit over Stijn Uitvinder, dat zich meer richtte op kinderen van 9 jaar en ouder. In juni 2015 verscheen postuum een derde deel. Ook werden zijn boeken over Stijn Uitvinder verkozen tot kerntitel voor de Kinderboekenweek van 2015, waarvan het thema natuur, wetenschap en techniek was.
Van der Velde overleed op 27 februari 2015. Hij was getrouwd en had drie kinderen.René overleed aan de gevolgen van slokdarmkanker . 